# Scopula puncticosta
Scopula puncticosta är en fjärilsart som beskrevs av Walker 1869. Scopula puncticosta ingår i släktet Scopula och familjen mätare. Inga underarter finns listade.